# Temná energie

Grafické znázornění předpokládaného rozložení hmoty a energie ve vesmíru v současné době a před 13,7 miliardami let.

Temná energie nebo také skrytá energie je hypotetická energie rovnoměrně rozložená v prostoru (kosmologická konstanta) nebo nerovnoměrně rozložená (kvintesence), zavedená jako teoretický koncept pro vysvětlení zrychlování rozpínání vesmíru. Toto zrychlování bylo objeveno při proměřování rudého posuvu ve spektrech vzdálených supernov (v r. 2011 byla za objev udělena Nobelova cena za fyziku). Přestože temná energie s časem roste, aby se rozpor v modelu a pozorování vysvětlil, neznamená to, že pro fixní objem prostoru je porušen zákon zachování energie, protože gravitační energie rozpínáním klesá.
Podstata temné energie je zatím neznámá. Bylo navrženo několik fyzikálních interpretací temné energie, některá vysvětlení pro pozorování zrychleného rozpínání se dokonce pokoušejí nutnost zavedení temné energie úplně vyloučit. Podporují to i novější analýzy pozorování.
Velkým kandidátem na zdroj temné energie byla energie vakua. Problémem je, že její hodnota, naměřená při mikroskopických experimentech i vypočtená z kvantové teorie pole, je o 120 řádů větší, než je potřeba pro vysvětlení projevů temné energie naměřených z velkoškálových experimentů.